# Louis-Charles Bary
Pour les articles homonymes, voir Bary.
Louis-Charles Bary, né le 16 septembre 1926 à Meudon et mort le 31 janvier 2023 à Neuilly-sur-Seine, est un homme d'affaires et homme politique français. Membre de l’UDF puis de l’UMP, il est notamment maire de Neuilly-sur-Seine de 2002 à 2008.

## Biographie
Né le 16 septembre 1926 à Meudon, d'un père industriel et d'une mère au foyer, Louis-Charles Bary est arrivé à Neuilly peu de temps après sa naissance. De 1939 à 1940, la famille s'installe dans l'Yonne puis dans le sud de la France, près des usines de son père.
Dans sa jeunesse, Louis-Charles Bary est membre des Scouts de France dont il devient dans les années 1960 responsable pour tout l'Ouest de la région parisienne. 
Après avoir étudié au lycée Pasteur de Neuilly-sur-Seine, il entre à la faculté de droit puis à l'Institut d'études politiques de l'université de Paris d'où il sort diplômé en 1948.
Il travaille dans l'industrie textile au sein du Syndicat français des textiles artificiels et synthétiques (SFTAS), dont il est secrétaire général de 1962 à 1966, puis délégué général de 1966 à 1972, vice-président de 1972 à 1974 et enfin président de 1974 à 1987. Il est également président de la société d'approvisionnement textiles de 1967 à 1987 et président de l'Union des industries textiles de 1986 à 1991.
Parallèlement, Louis-Charles Bary s'engage dans le syndicalisme patronal, notamment au sein du CNPF, dont il préside plusieurs instances parmi lesquelles l'Union d'économie sociale pour le logement. Il est également vice-président du CNPF de 1986 à 1992, puis président de la Commission du logement social de 1995 à 1999 et membre du Comité statutaire de 1994 à 2001.

### Carrière politique
Membre des Républicains indépendants, Louis-Charles Bary est élu conseiller municipal de Neuilly-sur-Seine en mars 1965, sur la liste du député-maire de l'époque Achille Peretti, puis devient adjoint au maire en 1969. À la suite du décès d'Achille Peretti le 14 avril 1983, il se présente au poste de maire mais il est battu de peu par Nicolas Sarkozy, lequel une fois élu en fait son premier adjoint. 
Entre-temps, Louis-Charles Bary est élu conseiller général des Hauts-de-Seine le 7 mars 1976 sous l'étiquette Parti Républicain, dans le canton de Neuilly-sur-Seine-Sud. Toujours réélu au 1er tour lors des élections cantonales en 1982, en 1988, en 1994 et en 2001, il est vice-président du Conseil général des Hauts-de-Seine de mars 1982 à mars 2008, sous les présidences de Paul Graziani, de Charles Pasqua, Nicolas Sarkozy et de Patrick Devedjian. Il ne se représente pas aux élections cantonales de mars 2008. Il est successivement membre de l'UDF de 1978 à 1997 puis de Démocratie libérale de 1997 à 2002 et enfin de l'UMP à partir de 2002.
Nicolas Sarkozy, nommé ministre de l'Intérieur en mai 2002, démissionne de ses fonctions de maire de Neuilly-sur-Seine tout en restant membre du conseil municipal et adjoint hors rang jusqu'en avril 2005. Louis-Charles Bary est élu maire de Neuilly-sur-Seine, par le conseil municipal le 19 juin 2002 et ne se représente pas aux élections municipales de mars 2008.

## Décorations
- Commandeur de la Légion d'honneur
- Officier de l'ordre national du Mérite